# プレミアリーグ (バレーボール)
日本バレーボールにおけるプレミアリーグは日本バレーボール協会及び日本バレーボールリーグ機構（Vリーグ機構）がかつて主催した日本の社会人バレーボール・Vリーグの1部リーグである。通称はV・プレミアリーグ。本リーグは2017/18シーズンをもって終了し、2018/19シーズンからはV.LEAGUEに移行（V・プレミアリーグに相当するのはV.LEAGUEV1リーグ）した。
2005-06までのVリーグ、及びVリーグの前身である全日本バレーボール選抜男女リーグについても本項で詳述する。

## 沿革

### 日本リーグ
プレミアリーグの前身である全日本バレーボール選抜男女リーグ（通称日本リーグ）は、「トップチームの強化」、「底辺の普及、開発」ならびに「観客の獲得」を目的に、1967年5月13日に男女各6チームでスタートした。（2年前の1965年度には、当時の四強チームである日紡貝塚・日立武蔵・倉レ・ヤシカによる四強シリーズが開催された。）
大会を全国各地で長期にわたり行うリーグ戦はプロ野球（1936年スタート）、日本サッカーリーグ（1965年スタート）に続くものであった。
第1回日本リーグ参加チームは下記の通り。男子は主に製鉄業、女子は主に紡績・繊維業などの企業が日本のバレーボールを支えていた。
| 男子 - 八幡製鐵 - 日本鋼管 - 松下電器 - 富士フイルム - 専売広島 - 住友金属 | 女子 - ニチボー貝塚 - 日立武蔵 - 東洋紡守口 - 全鐘紡 - ヤシカ - 林兼産業 |

1968年の第2回大会はリーグ戦を5月からはじまる前半と12月からはじまる後半に分けて行われた。1969年の第3回大会以降は原則として、毎年11月から開催されるようになった。

### Vリーグ
日本のバレーボールは女子のロサンゼルス五輪を最後にバレーボール三大大会のメダルから遠ざかり、バレーボールの人気も低下していった。1993年にサッカー・Jリーグが誕生し、空前のサッカーブームが起こると、バレーボールもまたプロ化を視野に入れた新リーグ構想が検討された。1994年6月6日に「21世紀に向けたバレー改革案」と題したプロ化構想が発表され、『日本選手のプロ化』、『外国人プロ選手の参加』、『チームを運営する組織づくり』が目標に掲げられた。
1994年12月17日にVリーグは開幕した。1998年までに完全プロ化を目指していたが、1996年9月27日にプロ化の凍結を決定、事実上の断念を宣言した。

### 法人化
その後、将来のプロ化を前提としたVリーグの法人化が検討され、2003年からは日本協会内部組織としてVリーグ機構が発足した。また同年、一部の試合でホームゲーム方式が導入された。従来、集客は開催地を所管する都道府県協会に任され、チームへの還元はなかったがホームゲームをチームが主催すれば、集客に努力をすればするほど収益が上がる仕組みが出来上がった。
2005年には、協会内部組織であったVリーグ機構が独立し、有限責任中間法人日本バレーボールリーグ機構が発足した。上位チームは韓国VリーグとのVリーグ日韓交流戦や、全日本チームとの兼ね合いなどからこれまで出場を見合わせてきたAVCアジアクラブ選手権にも出場するようになる。
2006年、Vリーグの下部組織であるV1リーグに参加するチームが、Vリーグ機構に加入した事に伴い、リーグ名がプレミアリーグとなった。またV1リーグもチャレンジリーグに変更された。

### 年表
- 1967年 - Vリーグの前身である全日本バレーボール選抜男女リーグがスタートする。
- 1980年 - 第14回日本リーグから参加チームが男女それぞれ6チームから8チームに増える。
- 1981年 - NHK杯および天皇杯・皇后杯全日本選手権大会が整理統合され[4]、第15回日本リーグから3回総当たり制となる。
- 1986年 - 女子・日立の連勝記録が88でストップする。
- 1991年 - チームにチーム愛称とチームロゴがつくようになる。
- 1994年 - Vリーグが開幕する。
- 2003年 - ホームゲーム方式が導入される。
- 2005年 - 日本バレーボール協会から独立した有限責任中間法人日本バレーボールリーグ機構が設立される。男女ともファイナルラウンド上位各2チーム（決勝戦進出チーム）は韓国VリーグとのVリーグ日韓交流戦に出場するようになる。
- 2006年 - V1リーグチームがVリーグ機構加入。Vリーグはプレミアリーグ、V1リーグはチャレンジリーグに改称される。

## 試合会場
原則としてセントラル開催方式で、各節とも4チームずつが2会場に分かれて試合を行うが、試合日によって男子と女子の同一会場開催や、各チームのホームタウンで行われる「ホームタウンマッチ」の試合も含まれる。なお2007年-2008年シーズンの男子の開幕節（12月15・16日）は有明コロシアムで8チーム全部が集結した完全集中開催が行われた。
いわゆる日本プロ野球やJリーグなどのような完全ホーム・アンド・アウェーではない。

## 試合方式
2014年4月、Vリーグ機構は2014/15シーズンから以下のような開催方式に変更することを発表した。

### V・レギュラーラウンド
参加8チームによる3回戦総当りで、勝ち点3-2-1方式を導入（第4セットまでの段階で勝利3点、敗戦0点、第5セットでの勝利2点、敗戦1点）。順位は勝ち点を最優先し、上位6チームがファイナル6に進出する。7・8位となったチームはV・チャレンジマッチ（入替戦）に回る。

### V・ファイナルステージ
一部の新聞では、V・ファイナルステージのファイナル6・決勝トーナメント（ファイナル3&ファイナル）を総じて「プレーオフ」 と称しているものがあるが、本稿ではVリーグ公式サイトの表記に沿って2次リーグを「ファイナル6」、決勝トーナメントを「ファイナル3&ファイナル」と表記する。

#### ファイナル6
2013-14シーズンまでのセミファイナルラウンドに相当。レギュラーラウンド上位6チーム（2チーム増）による1回戦総当たり。ファイナル6でのポイント（3-2-1方式）に、V・レギュラーラウンドの順位ポイント（1位5点、2位4点、…、6位0点）を合算して順位を決定する。上位3チームがファイナル3&ファイナルに進出する。このファイナル6の順位の4-6位がそのまま年間順位4-6位となる。

#### ファイナル3&ファイナル
2013-14シーズンまでのファイナルラウンドに相当するファイナル6上位3チームによるステップラダー（パラマス）式決勝トーナメントで、ファイナル6の2位・3位のチームがまずファイナル3で対戦し、その勝者がファイナル6の1位チームとファイナル（優勝決定戦）を行う。順位はファイナル勝利チームを優勝、敗戦チームを2位、ファイナル3敗戦チームを3位とする。なおいずれも1試合制で、ファイナル6終了の次週にファイナル3、さらにその次週にファイナルを行う。
2016-17シーズンからは1試合制であったファイナル3及びファイナルを2試合制に変更することが発表された。2試合終了時に1勝1敗で終わった場合はセット率・ポイント率・得点率に関係なく、ゴールデンセットと題した延長戦(第3戦)を第2試合終了して15分の休憩後に行う。なお、ヨーロッパのリーグ戦で採用されているものとは異なり、通常の25点1セット制とし、先に13点目を挙げたチームが出たところでコートチェンジを行う。。

### 試合方式の変遷

#### 日本リーグ
第1回（1967年）から第15回（1981-1982年シーズン）までと、第21回（1987-88年シーズン）は2回総当たり、第16回（1982-83年シーズン）から第20回（1986-1987年シーズン）は3回戦総当たりのみでそれぞれ順位を決定。
第21回（1988-89年シーズン）から第23回（1990-91年シーズン）の3シーズンは2回総当り予選リーグ終了後、上位4チームが1回総当りの「最終順位決定リーグ」を行ったが、予選リーグとの合算で順位を決定していたために、予選の段階で優勝するチームがあった。
第24回（1991-92年シーズン）からVリーグに移行する前年の第26回（1993-94年シーズン）までは2回総当りの予選リーグ終了後、上位4チームが予選の成績を一旦白紙にしたうえで改めて2回総当りの決勝リーグをし、そこで優勝を争うという仕組みだった。

#### プレミアリーグ
| 回     | 年度   | 出場 チーム数 | 試合方式 |
| ------ | ------ | ------------- | --- |
| 1      | 1994年 | 男子8 女子8   | 男女とも3回総当り。1回総当りごとの単位をレグとし、各レグの第1位チーム（但しシーズン総合成績が7、8位のチームは対象外）とそれ以外の成績上位チームを加えた4チームで決勝トーナメントを行った。 |
| 2      | 1995年 | 男子8 女子8   | 予選リーグは前年と同じ。決勝ラウンドは1回総当りに変更された。 |
| 3      | 1996年 | 男子8 女子8   | 3回総当りによる予選リーグ（これまでのレグ単位での1位チーム表彰は廃止となり、通年制となる）終了後、上位4チームがステップラダー（パラマス）方式の決勝（順位決定）トーナメントを行った。 （初日）リーグ戦3位と4位による1回戦（公式には順位決定戦･4位決定） （2日目）1回戦勝者とリーグ戦2位のチームによる準決勝（同じく順位決定戦･3位決定） （3日目）準決勝勝者とリーグ戦1位のチームによる優勝決定戦 |
| 4      | 1997年 | 男子8 女子8   | 3回総当りによる予選リーグ（これまでのレグ単位での1位チーム表彰は廃止となり、通年制となる）終了後、上位4チームがステップラダー（パラマス）方式の決勝（順位決定）トーナメントを行った。 （初日）リーグ戦3位と4位による1回戦（公式には順位決定戦･4位決定） （2日目）1回戦勝者とリーグ戦2位のチームによる準決勝（同じく順位決定戦･3位決定） （3日目）準決勝勝者とリーグ戦1位のチームによる優勝決定戦 |
| 5      | 1998年 | 男子10 女子10 | 予選リーグが2回総当りに変更された以外は第3回と同じ。 |
| 6      | 1999年 | 男子10 女子10 | リーグ戦終了後、1位と2位、3位と4位の直接対決をしない対抗戦方式（即ち1,2位のチームが3,4位のチームと対戦）での準決勝リーグを行った後、その成績を基に最終日の決勝戦と3位決定戦の組み合わせを決定した。 |
| 7      | 2000年 | 男子10 女子10 | リーグ戦終了後、1位と2位、3位と4位の直接対決をしない対抗戦方式（即ち1,2位のチームが3,4位のチームと対戦）での準決勝リーグを行った後、その成績を基に最終日の決勝戦と3位決定戦の組み合わせを決定した。 |
| 8      | 2001年 | 男子10 女子9  | リーグ戦終了後、1位と2位、3位と4位の直接対決をしない対抗戦方式（即ち1,2位のチームが3,4位のチームと対戦）での準決勝リーグを行った後、その成績を基に最終日の決勝戦と3位決定戦の組み合わせを決定した。 |
| 9      | 2002年 | 男子8 女子8   | 予選リーグが3回総当りに変更された以外は第6回と同じ。 |
| 10     | 2003年 | 男子8 女子10  | 予選リーグは男子3回、女子2回総当り。リーグ戦終了後、上位4チームの準決勝リーグ（1回総当り）を経て決勝戦（2試合の成績で勝敗を決める。1勝1敗の時はセット率、得点率、総得点を加味）と3位決定戦（1試合制）の組み合わせを決めた。 |
| 11     | 2004年 | 男子8 女子10  | 予選リーグは男子4回、女子3回総当り。リーグ戦終了後、上位4チームの準決勝リーグ（1回総当り）を経て決勝戦（3試合2勝制）と3位決定戦（1試合制）の組み合わせを決めた。 |
| 12     | 2005年 | 男子8 女子10  | 予選リーグは第11回に同じ。決勝トーナメントの方式がページシステムトーナメントとなった。 （準決勝）全て1試合制で初日に1位vs2位(A)、3位vs4位(B)を行いAの勝者は自動的に決勝戦に出場。Aの敗者とBの勝者により2日目に3位決定戦を行い、その勝者が決勝戦もう一枠を得る。 （決勝戦）準決勝の翌週に3戦2勝制で優勝を争う。                                                                                   |
| （13） | 2006年 | 男子8 女子10  | 予選リーグは第11回に同じ。リーグ戦終了後、上位4チームのセミファイナルラウンド（1回総当り）を経て決勝戦・3位決定戦（いずれも1試合制）の組み合わせを決める。 |
| （14） | 2007年 | 男子8 女子10  | 予選リーグは第11回に同じ。リーグ戦終了後、上位4チームのセミファイナルラウンド（1回総当り）を経て決勝戦・3位決定戦（いずれも1試合制）の組み合わせを決める。 |
| （15） | 2008年 | 男子8 女子10  | 予選リーグは第11回に同じ。リーグ戦終了後、上位4チームのセミファイナルラウンド（1回総当り）を経て決勝戦・3位決定戦（いずれも1試合制）の組み合わせを決める。 |
| （16） | 2009年 | 男子8 女子8   | 女子予選リーグが4回総当りに変更された以外は2008年度と同じ。 |
| （17） | 2010年 | 男子8 女子8   | 試合方式は2009年度に同じの予定だったが、東日本大震災のため3月12日以後の残り試合（セミファイナルラウンド、ファイナルラウンドも含む）を打ち切りとし、3月6日までの結果を基に順位決定 |
| （18） | 2011年 | 男子8 女子8   | Rラウンドが3回総当りに変更された以外は2010年度と同じ。 |
| （19） | 2012年 | 男子8 女子8   | Rラウンド予選リーグが4回総当りに変更された以外は2011年度と同じ。 |
| （20） | 2013年 | 男子8 女子8   | 2012年度と同じ。 |
| （21） | 2014年 | 男子8 女子8   | Rラウンド3回総当たりの後、上位6チームによるファイナル6（1回戦総当たり）を行い、さらにその上位3チームによるステップラダー（パラマス）方式による試合を2週に分けて行う。 （1週目：「ファイナル3）ファイナル6・2位と3位による1試合制。 （2週目：「ファイナル」）ファイナル6・1位チームとファイナル3の勝利チームによる1試合制。                                                                       |
| （22） | 2015年 | 男子8 女子8   | 2014年度と同じ。 |
| （23） | 2016年 | 男子8 女子8   | ファイナル3及びファイナルが2試合制となる。 |
| （24） | 2017年 | 男子8 女子8   | 2016年度と同じ。 |

- ※「予選リーグ」、Rラウンド=「レギュラーラウンド」
「準決勝リーグ」=「セミファイナルラウンド」
「決勝トーナメント」=1999-2000年から2013-14年までのものは「決勝戦・3位決定戦」=ファイナルラウンド）をそれぞれ指す。
2005年度までは1994年からの通算大会回数を正式な大会名として表記していたが、プレミアリーグに呼称が改められた2006年度からは回数ではなく、開催年度表記（2006年度は2006-07シーズン）での表記に変更されたが、便宜上通算回数を括弧で表記した。

##### 2013/14シーズンまで
プレミアリーグの試合方式には、レギュラーラウンドとセミファイナルラウンド、更にファイナルラウンドの3段階があるが男女とも同じ試合形式で優勝チームを決める。
レギュラーラウンド
レギュラーラウンドでは、2009年-10年シーズン以降、男女とも8チームによる4回総当り戦（28試合）が行われる。男女ともレギュラーラウンドの上位4チームずつ（成績タイの場合はセット率、得点率、総得点を加味して決定）がセミファイナルラウンド以降に進出することができる。
2010-11年シーズンは、2011年3月11日に発生した東北地方太平洋沖地震の影響により、各チームともに2011年3月12日以降の4試合が中止となり（レギュラーシーズンは24試合となった）、セミファイナルラウンド&ファイナルラウンドも行われなかった。
セミファイナルラウンド&ファイナルラウンド
レギュラーリーグ終了後、上位4チームによる「セミファイナルラウンド」を経て、「ファイナルラウンド・優勝決定戦」で優勝が争われる。
リーグ開幕当初は「ファイナルラウンド」のみで、4チームによる純粋なたすきがけトーナメントであったり、1回総当りリーグで順位を決めたり、またステップラダートーナメント、スイス式対抗戦方式など、数年おきに優勝決定方法を変えていた。（詳細は下記の表参照）2005-06年シーズンは、ページシステム方式が採用された。ファイナルラウンドの第1週目に1試合決着による準決勝が行われ、第2週目に3試合2勝制による決勝戦が行われた。
その後、2006-07年（2007年1月-4月）の大会以後は上位4強による最終決戦を更に2段階にわけ、総当りリーグ終了後の上位4チームで準決勝リーグ（1回総当り 2007-08年度以後はこれを「セミファイナルラウンド」と公式ウェブで表している。
また、従来の決勝トーナメントだけでなく予選リーグを1位で通過したチームに対してもトップ賞としての賞金を出すことも決めている。これはページシステム方式による上位チームに対するアドバンテージが、同制度の廃止でなくなったことを踏まえて実施される。
セミファイナルの試合の組み合わせ
3日間に渡り次のような組み合わせで試合を行う。左に示したカードが第1試合。順位はレギュラーシーズンによる。
- 1日目 1位vs4位、2位vs3位
- 2日目 1位vs3位、2位vs4位
- 3日目 1位vs2位、3位vs4位

最終順位
レギュラーラウンド終了時において5位以下のチームはレギュラーラウンドの順位が最終順位となる。セミファイナルラウンド&ファイナルラウンドに進出した上位4チームは決勝戦と3位決定戦の成績が最終順位となる。（よって決勝戦で勝ったチームが1位、負けが2位、3位決定戦の勝ちチームが3位、負けが4位である）また最終順位の下位2チームは2部リーグに当たるチャレンジリーグの上位2チームとの入れ替え戦に回る（男女とも7位チーム対チャレンジの2位チーム、8位チーム対チャレンジの1位チームが入れ替え戦を戦う）。
2010-11年シーズンは、2011年3月11日に発生した東北地方太平洋沖地震の影響により、セミファイナルラウンド&ファイナルラウンドが中止となり、2011年3月6日の試合をもって閉幕となったため、全てのチームの最終順位がその時点でのレギュラーシーズンでの順位となった。また同時開催予定だったVチャレンジマッチ（入れ替え戦）も断念したため、2011-12シーズンも結果的には2010-11シーズンと同じ顔ぶれで行うこととなった。

### 開催日程
- 2003-04年シーズンまでは原則として12月開幕だったが、2004-05年シーズンは平年11月にあるナショナルチームの国際大会がなかったことから11月開幕で行った。2005-06年シーズンは9月（または10月）開幕による半年間の長期リーグ戦。但し11月は国際大会が組み込まれるためその期間中はリーグ戦を中断した。
- 2006-07年シーズンは世界選手権、ドーハ・アジア大会のため1月開幕、4月閉幕となった。
- 2010-11年シーズンは、2011年3月11日に発生した東日本大震災の影響により、3月12日以降に予定されていたレギュラーラウンド、セミファイナルラウンド、ファイナルラウンドの試合がすべて中止となり、2011年3月6日の試合をもって閉幕となった。

## 歴代優勝チーム

### 日本リーグ
| 年度   | 回 | 男子優勝チーム         | 女子優勝チーム   |
| ------ | -- | ---------------------- | ---------------- |
| 1967年 | 1  | 八幡製鉄               | 日立武蔵         |
| 1968年 | 2  | 日本鋼管               | 日立武蔵         |
| 1969年 | 3  | 日本鋼管               | ユニチカ貝塚     |
| 1970年 | 4  | 日本鋼管               | ユニチカ貝塚     |
| 1971年 | 5  | 松下電器               | ユニチカ貝塚     |
| 1972年 | 6  | 日本鋼管               | ヤシカ           |
| 1973年 | 7  | 新日本製鐵             | 日立武蔵         |
| 1974年 | 8  | 新日本製鐵             | 日立武蔵         |
| 1975年 | 9  | 新日本製鐵             | 日立             |
| 1976年 | 10 | 新日本製鐵             | 日立             |
| 1977年 | 11 | 日本鋼管               | 日立             |
| 1978年 | 12 | 新日本製鐵             | 鐘紡             |
| 1979年 | 13 | 新日本製鐵             | ユニチカ         |
| 1980年 | 14 | 新日本製鐵             | ユニチカ         |
| 1981年 | 15 | 富士フイルム           | 日立             |
| 1982年 | 16 | 新日本製鐵             | 日立             |
| 1983年 | 17 | 富士フイルム           | 日立             |
| 1984年 | 18 | 富士フイルム           | 日立             |
| 1985年 | 19 | 富士フイルム           | 日立             |
| 1986年 | 20 | 富士フイルム           | 日立             |
| 1987年 | 21 | 富士フイルム           | 日本電気         |
| 1988年 | 22 | 新日本製鐵             | 日立             |
| 1989年 | 23 | 新日本製鐵             | イトーヨーカドー |
| 1990年 | 24 | 新日本製鐵             | 日立             |
| 1991年 | 25 | NECブルーロケッツ      | 日立ベルフィーユ |
| 1992年 | 26 | 富士フイルムプラネッツ | 日立ベルフィーユ |
| 1993年 | 27 | NECブルーロケッツ      | 日立ベルフィーユ |

### Vリーグ
| 年度   | 回 | 男子優勝チーム       | 女子優勝チーム                 |
| ------ | -- | -------------------- | ------------------------------ |
| 1994年 | 1  | サントリーサンバーズ | ダイエーオレンジアタッカーズ   |
| 1995年 | 2  | NECブルーロケッツ    | ユニチカフェニックス           |
| 1996年 | 3  | 新日鐵ブレイザーズ   | NECレッドロケッツ              |
| 1997年 | 4  | 新日鐵ブレイザーズ   | ダイエーオレンジアタッカーズ   |
| 1998年 | 5  | NECブルーロケッツ    | 東洋紡オーキス                 |
| 1999年 | 6  | サントリーサンバーズ | NECレッドロケッツ              |
| 2000年 | 7  | サントリーサンバーズ | 東洋紡オーキス                 |
| 2001年 | 8  | サントリーサンバーズ | 久光製薬スプリングアタッカーズ |
| 2002年 | 9  | サントリーサンバーズ | NECレッドロケッツ              |
| 2003年 | 10 | サントリーサンバーズ | パイオニアレッドウィングス     |
| 2004年 | 11 | 東レアローズ         | NECレッドロケッツ              |
| 2005年 | 12 | 堺ブレイザーズ       | パイオニアレッドウィングス     |

### V・プレミアリーグ
| シーズン  | 男子優勝チーム         | 女子優勝チーム       |
| --------- | ---------------------- | -------------------- |
| 2006/2007 | サントリーサンバーズ   | 久光製薬スプリングス |
| 2007/2008 | パナソニックパンサーズ | 東レアローズ         |
| 2008/2009 | 東レアローズ           | 東レアローズ         |
| 2009/2010 | パナソニックパンサーズ | 東レアローズ         |
| 2010/2011 | 堺ブレイザーズ         | JTマーヴェラス       |
| 2011/2012 | パナソニックパンサーズ | 東レアローズ         |
| 2012/2013 | 堺ブレイザーズ         | 久光製薬スプリングス |
| 2013/2014 | パナソニックパンサーズ | 久光製薬スプリングス |
| 2014/2015 | JTサンダーズ           | NECレッドロケッツ    |
| 2015/2016 | 豊田合成トレフェルサ   | 久光製薬スプリングス |
| 2016/2017 | 東レアローズ           | NECレッドロケッツ    |
| 2017/2018 | パナソニックパンサーズ | 久光製薬スプリングス |

## 参加チーム（2017 - 2018年シーズン）

### 男子
| チーム                 | チーム所在地   | ホームタウン / サブホームタウン | 練習体育館                         | 練習体育館   | 参加シーズン                   | 備考                                  |
| チーム                 | チーム所在地   | ホームタウン / サブホームタウン | 施設名                             | 所在地       | 参加シーズン                   | 備考                                  |
| ---------------------- | -------------- | ------------------------------- | ---------------------------------- | ------------ | ------------------------------ | ------------------------------------- |
| 東レアローズ           | 静岡県三島市   | 静岡県三島市                    | 東レ三島工場体育館                 | 静岡県三島市 | 1994/1995-                     |                                       |
| 豊田合成トレフェルサ   | 愛知県清須市   | 愛知県稲沢市 / 富山県氷見市     | 豊田合成健康管理センター           | 愛知県稲沢市 | 1998/1999-1999/2000 2002/2003- |                                       |
| ジェイテクトSTINGS     | 愛知県名古屋市 | 愛知県刈谷市                    | ジェイテクト体育館                 | 愛知県刈谷市 | 2013/2014-                     |                                       |
| サントリーサンバーズ   | 大阪府大阪市   | 大阪府箕面市 / 東京都           | サントリー箕面トレーニングセンター | 大阪府箕面市 | 1994/1995-                     |                                       |
| パナソニックパンサーズ | 大阪府枚方市   | 大阪府枚方市 /交野市 / 京都府   | パナソニックアリーナ               | 大阪府枚方市 | 1994/1995-                     |                                       |
| 堺ブレイザーズ         | 大阪府堺市     | 大阪府堺市 / 福岡県北九州市     | 新日鐵住金堺製鐵所体育館           | 大阪府堺市   | 1994/1995-                     | 1999/2000までは「新日鐵ブレイザーズ」 |
| JTサンダーズ           | 広島県広島市   | 広島県広島市                    | 猫田記念体育館                     | 広島県広島市 | 1994/1995-                     |                                       |
| FC東京                 | 東京都江東区   | 東京都                          | TG深川体育館                       | 東京都江東区 | 2009/2010-                     |                                       |

### 女子
| チーム                 | チーム所在地       | ホームタウン / サブホームタウン                         | 練習体育館                         | 練習体育館         | 参加シーズン                                                 | 備考                                                                                       |
| チーム                 | チーム所在地       | ホームタウン / サブホームタウン                         | 施設名                             | 所在地             | 参加シーズン                                                 | 備考                                                                                       |
| ---------------------- | ------------------ | ------------------------------------------------------- | ---------------------------------- | ------------------ | ------------------------------------------------------------ | ------------------------------------------------------------------------------------------ |
| NECレッドロケッツ      | 東京都港区         | 東京都 / 神奈川県川崎市                                 | NEC玉川事業場                      | 神奈川県川崎市     | 1994/1995-                                                   |                                                                                            |
| 久光製薬スプリングス   | 佐賀県鳥栖市       | 佐賀県鳥栖市 / 兵庫県神戸市                             | 久光製薬スプリングス体育館         | 兵庫県神戸市       | 1994/1995 2000/2001-                                         | 2000年にオレンジアタッカーズが移管し2チーム体制。 2001年チーム統合、2002年より現チーム名。 |
| 日立リヴァーレ         | 茨城県ひたちなか市 | 茨城県ひたちなか市                                      | 日立オートモティブシステムズ体育館 | 茨城県ひたちなか市 | 1998/1999-1999/2000 2002/2003-2008/2009 2013/2014-           | 2008/2009までは「日立佐和リヴァーレ」                                                      |
| JTマーヴェラス         | 大阪府大阪市       | 大阪府大阪市                                            | JTバレーボール部体育館             | 兵庫県西宮市       | 1996/1997 1999/2000-2001/2002 2003/2004-2013/2014 2016/2017- |                                                                                            |
| トヨタ車体クインシーズ | 愛知県刈谷市       | 愛知県刈谷市                                            | トヨタ車体体育館                   | 刈谷市             | 2006/2007-                                                   |                                                                                            |
| 東レアローズ           | 滋賀県大津市       | 滋賀県大津市                                            | 東レアリーナ                       | 大津市             | 2000/2001-                                                   |                                                                                            |
| デンソーエアリービーズ | 愛知県西尾市       | 愛知県西尾市 / 岡崎市・刈谷市・豊田市・豊橋市・名古屋市 | デンソー西尾製作所体育館           | 西尾市             | 1994/1995 1996/1997-2012/2013 2014/2015-2015/2016 2017/2018  |                                                                                            |
| 上尾メディックス       | 埼玉県上尾市       | 埼玉県上尾市                                            |                                    |                    | 2014/2015-2015/2016 2017/2018                                |                                                                                            |

### かつて参加していたチーム（Vリーグ以降）

#### チャレンジリーグに降格
男子
| チーム                   | チーム所在地 | ホームタウン / サブホームタウン | 練習体育館 | 練習体育館 | 参加シーズン        | 備考 |
| チーム                   | チーム所在地 | ホームタウン / サブホームタウン | 施設名     | 所在地     | 参加シーズン        | 備考 |
| ------------------------ | ------------ | ------------------------------- | ---------- | ---------- | ------------------- | ---- |
| 大分三好ヴァイセアドラー | 大分県大分市 | 大分県大分市                    | TOTO体育館 | 大分市     | 2006/2007-2012/2013 |      |

女子
| チーム            | チーム所在地   | ホームタウン / サブホームタウン | 練習体育館 | 練習体育館 | 参加シーズン        | 備考                          |
| チーム            | チーム所在地   | ホームタウン / サブホームタウン | 施設名     | 所在地     | 参加シーズン        | 備考                          |
| ----------------- | -------------- | ------------------------------- | ---------- | ---------- | ------------------- | ----------------------------- |
| 岡山シーガルズ    | 岡山県岡山市   | 岡山県                          |            |            | 1999/2000-2016/2017 | 2005/2006までは「シーガルズ」 |
| PFUブルーキャッツ | 石川県かほく市 | 石川県かほく市                  | PFU体育館  | かほく市   | 2016/2017           |                               |

#### 廃部・休部・チーム移管
男子
| チーム                                      | チーム所在地       | ホームタウン / サブホームタウン | 参加シーズン        | 廃部・休部年 | 状態 | 備考 |
| ------------------------------------------- | ------------------ | ------------------------------- | ------------------- | ------------ | ---- | ---- |
| 日新製鋼ドルフィンズ                        | 大阪府堺市         | 大阪府                          | 1995/1996           | 1997年       | 廃部 |      |
| NECホームエレクトロニクス・ホワイトブリッツ | 滋賀県大津市       | 滋賀県大津市                    | 1996/1997           | 1997年       | 廃部 |      |
| 住友金属ギラソール                          | 福岡県北九州市     | 福岡県北九州市                  | 1994/1995 1997/1998 | 1998年       | 休部 |      |
| 富士フイルムプラネッツ                      | 神奈川県南足柄市   | 神奈川県南足柄市                | 1994/1995-2001/2002 | 2002年       | 廃部 |      |
| NTT西日本レグルス                           | 愛知県名古屋市中区 | 愛知県名古屋市中区              | 1998/1999-2001/2002 | 2002年       | 休部 |      |
| 日立国分トルメンタ                          | 茨城県日立市       | 茨城県日立市                    | 2000/2001-2001/2002 | 2002年       | 休部 |      |
| 旭化成スパーキッズ                          | 岡山県倉敷市       | 岡山県倉敷市                    | 1998/1999-2005/2006 | 2006年       | 休部 |      |
| NECブルーロケッツ                           | 東京都港区         | 東京都 /宮城県仙台市            | 1994/1995-2008/2009 | 2009年       | 休部 |      |

女子
| チーム                     | チーム所在地         | ホームタウン / サブホームタウン | 参加シーズン                            | 廃部・休部年 | 状態       | 備考 |
| -------------------------- | -------------------- | ------------------------------- | --------------------------------------- | ------------ | ---------- | --- |
| 小田急ジュノー             | 東京都新宿区         | 神奈川県横浜市                  | 1994/1995-1995/1996 1997/1998-1998/1999 | 1999年       | 休部       | |
| 東芝シーガルズ             | 神奈川県横浜市鶴見区 | 神奈川県横浜市                  | 1995/1996 1997/1998-1998/1999           | 1999年       | 廃部       | クラブチーム化し、シーガルズとして活動 現:岡山シーガルズ |
| オレンジアタッカーズ       | 兵庫県神戸市         | 兵庫県神戸市                    | 1994/1995-1999/2000                     | 2000年       | チーム統合 | 1997/1998までは「ダイエー･オレンジアタッカーズ」 2000年に久光製薬に移管し「久光製薬スプリングアタッカーズ」として活動開始 2001年「久光製薬鳥栖」とチーム統合 現:久光製薬スプリングス |
| ユニチカフェニックス       | 大阪府貝塚市         | 大阪府貝塚市                    | 1994/1995-1999/2000                     | 2000年       | 休部       | 東レにチームごと移管し、東レ・アローズとして活動 |
| イトーヨーカドープリオール | 東京都港区           | 埼玉県北葛飾郡杉戸町            | 1994/1995-2000/2001                     | 2001年       | 休部       | 武富士にチームごと移管し、武富士バンブーとして活動 |
| 日立ベルフィーユ           | 東京都小平市         | 東京都小平市                    | 1994/1995-1996/1997 1998/1999-2000/2001 | 2001年       | 廃部       | |
| 東洋紡オーキス             | 大阪府守口市         | 大阪府守口市                    | 1995/1996-2001/2002                     | 2002年       | 廃部       | |
| 茂原アルカス               | 千葉県茂原市         | 千葉県茂原市                    | 2003/2004-2005/2006                     | 2006年       | 休部       | |
| 武富士バンブー             | 東京都新宿区         | 埼玉県北葛飾郡杉戸町            | 2001/2002-2008/2009                     | 2009年       | 廃部       | |
| パイオニアレッドウィングス | 山形県天童市         | 山形県天童市 /埼玉県川越市      | 2000/2001-2013/2014                     | 2014年       | 廃部       | |

## Vチャレンジマッチ
原則としてVプレミアリーグ下位2チームとVチャレンジリーグ上位2チーム間においてVチャレンジマッチと称する入れ替え戦を行う。
- 開催時期 - レギュラーシーズン終了後。
- 対戦組み合わせ
  - プレミアリーグ 7位 - チャレンジリーグ 2位
  - プレミアリーグ 8位 - チャレンジリーグ 1位
- 勝敗の決定方法 - 勝率、セット率、得点率の順で勝者を決定する。得点率まで同じであった場合は、プレミアチームの残留となる。

日本リーグ時代からVリーグ初期にかけて、
- 日本リーグ（1部）8位と実業団リーグ（2部）1位が次年度は自動昇・降格
- 日本リーグ7位と実業団リーグ2位は入れ替え戦（2試合）を行って次年度の配置を決める

という方式でチームの入れ替えを行ったことがある。

## 賞金・表彰制度
優勝チームには、ブランデージトロフィーおよび日本バレーボール協会のトロフィーが授与される。1990-91年シーズンから優勝、準優勝チームや個人賞受賞者に対し賞金が支払われるようになった。
なお、ファイナルラウンドの形式の見直しにより、レギュラーラウンドのアドバンテージもなくなったことも考慮し、2006-07年シーズンよりレギュラーラウンド1位チームにも500万円の賞金が出され、アジア・クラブ選手権の出場権も与えられる。ファイナルステージで優勝チーム（2009年までは準優勝も）には、日韓Vリーグトップマッチ（韓国Vリーグとの選手権試合）に進出する権利も与えられる。

### 賞金
- 優勝 - 1500万円
- 準優勝 - 700万円
- 3位 - 300万円
- 4位 - 200万円
- レギュラーラウンド1位 - 300万円

### 個人賞
レギュラーラウンドの成績で決定される賞
- スパイク賞
- ブロック賞
- サーブ賞
- サーブレシーブ賞
- 得点王（最多得点）

チーム優勝・準優勝を加味した賞
- 優勝監督賞
- 最高殊勲選手賞(MVP)
- 敢闘賞
- 最優秀新人賞
- ベスト6賞
- ベストリベロ賞
- レシーブ賞

その他
- 優秀GM賞（2007/08シーズンより）
- 特別賞

現在は廃止された賞
- 猛打賞
- 殊勲賞
- 優秀応援団賞

個人賞受賞者については、プレミアリーグ (バレーボール)の成績一覧を参照のこと。

### 特別表彰制度
日本リーグ創設40周年を記念して、2006/07シーズンより特別表彰制度を設けた。
- Vリーグ栄誉賞
  - 優勝に貢献した選手:MVP・敢闘賞受賞回数男子5回以上、女子4回以上
  - 個人記録で傑出した選手：MVP・敢闘賞を除く個人賞受賞回数男子10回以上、女子8回以上
  - 長期にわたりVリーグで活躍する選手：試合出場が10シーズン以上で試合数230試合以上
- Vリーグ記録賞
  - スパイク部門、ブロック部門、サーブ部門、サーブレシーブ部門、最多得点部門の各部門で日本人最高記録を記録した選手
    - 男子
      - スパイク賞：佐々木太一（サントリーサンバーズ）63.73% - 第8回Vリーグ（2002年）
      - ブロック賞：小川淳（新日鐵ブレイザーズ）1.83本 - 第5回Vリーグ（1999年）
      - サーブ賞：山本隆弘（松下電器パナソニックパンサーズ）20.01% - 第10回Vリーグ（2004年）
      - サーブレシーブ賞：古田博幸（住友金属ギラソール）87.88% - 第4回Vリーグ（1998年）
      - 最多得点：山本隆弘 525点 - 第12回Vリーグ（2006年）

    - 女子
      - スパイク賞：荒木絵里香（東レアローズ）54.69% - 2007/08シーズン
      - ブロック賞：江越由佳（ユニチカ・フェニックス）1.44本 - 第5回Vリーグ（1999年）
      - サーブ賞：張紫音（NECレッドロケッツ）19.6% - 2011/12シーズン（2012年）
      - サーブレシーブ賞：大懸郁久美（NECレッドロケッツ）87.4% - 第7回Vリーグ（2001年）
      - 最多得点：木村沙織 （東レ・アローズ）566点 - 2009/10シーズン（2010年）

日本リーグ創設50周年を記念して、2016/17シーズンより下記の特別表彰が追加された。
- 松平康隆賞 - 松平康隆の功績を称えた賞で、「V・プレミアリーグの優勝監督」「当該シーズンで偉大な記録を達成した選手」に贈呈される[10]。

## V・カップ
2000年から2002年まで、「V・カップ」というリーグ戦とは別のカップ戦も行われていた。
Vリーグ開幕直前の11月に開催され、Vリーグ参加チームを男女それぞれ東西に分けて総当り戦を行い、上位チームが決勝トーナメントに進み、カップウィナーを懸けて争った。
2003年はワールドカップと重なるため中止となり、以降V・カップは開催されていない。

### V・カップ優勝チーム
| シーズン | 男子優勝チーム         | 女子優勝チーム       |
| -------- | ---------------------- | -------------------- |
| 2000     | サントリー・サンバーズ | NECレッドロケッツ    |
| 2001     | 東レ・アローズ         | シーガルズ           |
| 2002     | NECブルーロケッツ      | 久光製薬スプリングス |

## Vリーグオールスター
Vリーグでも発足時よりオールスターが開催されていた。
年度によってレギュレーションは異なるが、基本的にはシーズン終了後の4月に東京体育館を会場として、チーム分けはシーズン奇数位チームの「STAR」と偶数位チームの「MAX」に分けて実施されていた。
2001/02を最後にいったん終了したが、日本リーグ創設から50周年にあたる2016/17シーズンに復活が決定した。

### 結果
| シーズン | 男子                                                    | 女子                          | 備考                                                               |
| -------- | ------------------------------------------------------- | ----------------------------- | ------------------------------------------------------------------ |
| 1997/98  | STAR 2 - 0 MAX                                          | STAR 0 - 2 MAX                | 男子第2戦と女子第1戦はセットゲーム制テストマッチ 他は3セットマッチ |
| 1998/99  | オールスター 2 - 3 NEC                                  | オールスター 0 - 3東洋紡      | Vリーグ覇者とのガラマッチ                                          |
| 1999/00  | STAR 3 - 0 MAX                                          | STAR 2 - 3 MAX STAR 3 - 1 MAX |                                                                    |
| 2000/01  | Vstar 3 - 1 アメリカ合衆国 · Vstar 3 - 2 アメリカ合衆国 | STAR 2 - 3 MAX STAR 3 - 0 MAX | 男子は日米対抗戦                                                   |
| 2001/02  | STAR 3 - 0 MAX STAR 3 - 1 MAX                           | STAR 3 - 1 MAX                |                                                                    |
| 2016/17  | ふっかちゃん 2 - 3 ブイリー                             | ふっかちゃん 3 - 2 ブイリー   | チャレンジリーグI/II                                               |
| 2016/17  | ふっかちゃん 2 - 3 ブイリー                             | ふっかちゃん 3 - 0 ブイリー   | プレミアリーグ                                                     |

## 放送
第1回日本リーグがスタートした1967年から日本教育テレビ（現・テレビ朝日）「ビッグスポーツ」、東京12チャンネル（現・テレビ東京）「サンデースポーツアワー」で放送されていた。また、サンテレビジョンでもダイエー女子チームが参加した1980年代後半 - 1990年代初めごろ「オレンジアタッカーズアワー」を放送したことがあった他、フジテレビジョンも1977年に「さあ!どうする!」が視聴者からの苦情や低視聴率による打ち切りのため、冬季編成（1月－3月）の20時台に「アタック・ザ・ワールドカップ 日本バレーボールリーグ中継」をつなぎ番組として企画したり、2007年には月1深夜枠で「Vの女神」のタイトルで中継したことがある。
2004-05シーズンにはスカイ・Aでも男子の試合中継を行った。さらに2004-05シーズンから2008-09シーズンまではフジテレビ739でも実施していた。
2009年現在、NHK BS1とGAORAで注目カードを中継している。実況はそれぞれの各放送局のアナウンサーが担当。GAORAは毎日放送のスポーツアナウンサー、および現在GAORA出向中の結城哲郎（2011-12シーズンより参加）のほか、フリーアナウンサーの鍋島昭茂と荻野滋夫が実況を担当している。
土曜日がCS、日曜がBSで中継されることが多い。決勝戦は一時期地上波のNHK総合テレビで放送されていた時代があったが、2004-05、2005-06年度シーズン、および2010年代になってからは地上波の編成の都合で、決勝戦もBS1で放送されている。
2011-12シーズンの女子についてはTBSチャンネルでも2試合中継されることが決定している。
その他、2014-15シーズン・2015-16シーズンはニコニコ生放送で男女の全試合とV・チャレンジマッチを放送（会員向け無料配信）、2016-17シーズンからはパフォーム・グループの動画配信サービス「DAZN」との間でV・プレミアリーグ全試合、V・チャレンジリーグの一部試合の動画配信について5年間のパートナー契約に合意している。

## リーグ協賛スポンサー
以下の企業は、リーグ主管大会となるプレミアリーグのファイナル3とファイナルの試合会場に広告を掲出する。（Vリーグ公式サイトの掲載配列順）レギュラーラウンド・ファイナル6では大会名表示は行うが、協賛表示は会場により行わないところ、あるいは地元開催地の協賛企業・団体のものが掲げられる場合もある。2017/18シーズンの協賛社は下記の通り。

### オフィシャルドリンクサプライヤー
男子
- サントリー食品インターナショナル

女子
- 赤穂化成

### マーケッティングパートナー
男女共通
- 東レ
- 日清製粉グループ

男子
- パナソニック
- 豊田合成
- ジェイテクト

女子
- 久光製薬
- 日立オートモティブシステムズ
- NEC
- デンソー

### サポーティングパートナー
- アシックスジャパン
- ミズノ
- デサントジャパン
- 日本シグマックス

### オフィシャルサプライヤー
- モルテン（男子）
- ミカサ（女子）
- セノー

### チケッティングパートナー
- チケットぴあ

### オペレーションパートナー
- セレスポ

### レフリーウェアースポンサー
- 全日本空輸

### 公式戦
- 天皇杯・皇后杯全日本バレーボール選手権大会
- 黒鷲旗全日本男女選抜バレーボール大会
- Vリーグ (2018-2024)

### 参考
- 日本バレーボールリーグ機構
- 全日本バレーボール選抜男女リーグの成績一覧
- プレミアリーグ (バレーボール)の成績一覧
- チャレンジリーグ (バレーボール)　-　2・3部リーグ（3部にあたるチャレンジ2は2015/16シーズンより発足）
- 地域リーグ (バレーボール)・全国6人制バレーボールリーグ総合男女優勝大会　-　Vリーグの4部的（2014/15シーズンまで3部）な位置付けだが、主催はJVLではない。前者は2009年度で終了し、2010年度から後者の大会に移行。Jリーグの方式に習い各地域別のリーグ戦上位チームでチャレンジリーグ昇格を争う。
- プロリーグ構想 (バレーボール)
- V.LEAGUEと前身リーグの通算成績